# لورنا بوکانگرا
لورنا بوکانگرا (انگلیسی: Lorena Bocanegra؛ زادهٔ ۴ مهٔ ۱۹۹۳) بازیکن فوتبال اهل اسپانیا است.